# Eugene Dennis
Pour les articles homonymes, voir Dennis.
Francis Xavier Waldron, plus connu sous le nom de militant Eugene Dennis, né le 10 août 1905 et mort le 31 janvier 1961, est un militant syndical et homme politique communiste américain. Secrétaire général du Parti communiste des États-Unis d'Amérique (CPUSA) de 1945 à 1959, il est célèbre pour son rôle lors des procès du maccarthysme et dans le procès à la Cour Suprême Dennis v. United States (en).

## Biographie

### Les années de formation
Francis Xavier Waldron est né le 10 août 1905 à Seattle. Il occupe divers emplois et est membre de l'Industrial Workers of the World, pour lequel il est actif en Californie comme militant syndical.

### Carrière politique au Parti communiste
Waldron rejoint le Parti ouvrier (communiste) en 1926.
En 1929, il s'enfuit en Union soviétique pour échapper à des poursuites judiciaires pour ses activités politiques en vertu de la loi California Criminal Syndicalism.
Waldron retourne aux États-Unis en 1935 et prend le Pseudonyme d'Eugene Dennis. Il devient secrétaire général du parti après l'expulsion d'Earl Browder et est un fervent partisan de la ligne de Moscou.
Le 20 juillet 1948, Dennis et onze autres chefs du parti, dont le président du parti William Z. Foster, sont arrêtés et inculpés en vertu de la loi Alien Registration. Foster n'est pas poursuivi en raison de problèmes de santé.
Comme Dennis et ses co-accusés n'ont jamais ouvertement appelé au renversement violent du gouvernement des États-Unis, l'accusation repose sur le témoignage d'anciens membres du parti, qui disent l'avoir entendu envisager l'action violente en privé, et sur la lecture des œuvres révolutionnaires de Karl Marx et de Lénine. 
Après un procès de neuf mois et l'emprisonnement des avocats de la défense pour outrage au tribunal, Dennis et ses coaccusés sont reconnus coupables et condamnés à cinq ans d'emprisonnement. Ils font appel devant la Cour suprême des États-Unis, qui statue 6–2 contre les accusés le 4 juin 1951 dans Dennis v. United States, 341 U.S.  494 (1951). La Cour a par la suite revu à la baisse son opinion Dennis dans Yates v. United States et rendu inapplicables les dispositions générales du Smith Act sur les complots . Eugene Dennis est emprisonné de 1951 à 1955.
Dennis reste secrétaire général jusqu'en 1959, date à laquelle il succède à Foster en tant que président du parti. Il occupe ce poste jusqu'à sa mort en 1961.

### Activités d'espionnage
Bien qu'il n'ait jamais été accusé d'acte d'espionnage, Dennis est identifié dans le projet Venona comme étant une source de renseignements soviétiques aux États-Unis pendant la Seconde Guerre mondiale. Dans les transcriptions, Dennis est référencé comme un contact pour un groupe d'espions dissimulés au Bureau des services stratégiques (OSS) et au Bureau de l'information sur la guerre (OWI).
Dennis est référencé dans les transcriptions Venona suivantes :
- 708 KGB Moscou à Mexico, 8 décembre 1944
- 1714 KGB New York à Moscou, 5 décembre 1944
- 55 KGB New York à Moscou, 15 janvier 1945

### Mort
Dennis est mort d'un cancer le 31 janvier 1961.
Il est enterré au cimetière Waldheim  (maintenant Forest Home Cemetery) à Forest Park, Illinois.

## Écrits
- The elections and the outlook for national unity., New York, Workers Library Publishers, 1944.
- America at the crossroads: postwar problems and communist policy., New York, New century publishers, 1945.
- Marxism-Leninism vs. revisionism., New York, New Century publishers, 1946 (with William Z. Foster, Jacques Duclos, and John Williamson; foreword by Max Weiss (en)).
- The people against the trusts; build a democratic front to defeat reaction now and win a people’s victory in 1948., New York, New Century Publishers, 1946.
- What America faces: the new war danger and the struggle for peace, democracy and economic security., New York, New century publishers, 1946.
- Let the people know the truth about the Communists which the un-American committee tried to suppress., New York, New century publishers, 1947.
- Eugene Dennis indicts the Wall Street conspirators. New York : National Office, Communist Party, 1948.
- Ideas they cannot jail., New York, International Publishers, 1950.
- Letters from prison. Selected by Peggy Dennis., New York, International Publishers, 1956.
- The Communists take a new look., New York, New Century, 1956.